# Kemiren (Srumbung)
Kemiren is een bestuurslaag in het regentschap Magelang van de provincie Midden-Java, Indonesië. Kemiren telt 1323 inwoners (volkstelling 2010).